# Thrombus jancai
Thrombus jancai är en svampdjursart som beskrevs av Marcus Lehnert 1998. Thrombus jancai ingår i släktet Thrombus och familjen Thrombidae.
Artens utbredningsområde är havet kring Jamaica. Inga underarter finns listade i Catalogue of Life.